# 우홍강
우홍강(禹洪康, 1357년 ~ 1423년)은 고려 말 조선 초의 문신이다. 본관은 단양(丹陽). 아버지는 단양부원군(丹陽府院君) 우현보(禹玄寶)이다. 시호는 안정(安靖)이다.

## 생애
음서로 고려조에 벼슬하여 1378년(우왕 4) 사헌부 규정(司憲糾正)로 재직 중 과거(科擧)에 합격하여 우정언(右正言)에 임명되고, 삼사 판관(三司判官)·전리 정랑(典理正郞)·성균 사예(成均司藝)·전교 부령(典校副令)·전공 총랑(典工摠郞)·강원도 안렴(江原道按廉)·친어군 대호군(親禦軍大護軍)을 역임하였다.
1392년 조선이 건국되자 좌사간(左司諫)·판통례문사(判通禮門事)에 임명되고, 충주(忠州)·청주(淸州)의 목사(牧使)와 예조·이조의 참의(參議)를 역임하였다.
1412년 정난원종공신(靖難原從功臣)에 추록되었고, 가선대부에 승진되어 한성부윤(漢城府尹)이 되었다가, 강원도 관찰사·안동 대도호부사(安東大都護府使)·홍주 목사(洪州牧使)로 나갔다.
1421년(세종 3) 자헌대부 개성 유후(開城留後)가 되었다.
1423년(세종 5) 음력 3월 13일 졸(卒)하니 나이 67세였다. 부고(訃告)가 들리매, 세종은 조회를 3일 동안 정지하고, 부의(賻儀)로 종이 80권과 납촉(蠟燭) 10자루를 내렸다. 안정(安靖)이란 시호(諡號)를 내렸으니, 화락함을 좋아하여 다투지 않는 것을 안(安)이라 하고, 너그럽고 즐거워서 잘 마친[考終命] 것을 정(靖)이라 한다. 사람된 품이 신중하며 말이 적었다.